# Kaj (spójnik)
Kaj (και, pisana Ϗϗ), („i”; ke; kaj; czasami skracane do k) – spójnik w językach greckim, koptyjskim (ⲕⲁⲓ) i w języku esperanto (kaj; kai̯).
Kaj jest najczęściej występującym słowem w tekstach greckich, z tego powodu to słowo jest używane przez statystyków do określania autorstwa dawnych manuskryptów.

## Ligatura
Z powodu częstego występowania tego słowa, kaj jest czasami skracane w greckich manuskryptach za pomocą ligatury (analogicznej do ampersandu), zapisywanej jako Ϗ ϗ, która jest utworzona z kappy i joty. Wariant koptyjski to ⳤ. Kaj występuje też w postaci akcentowanej jako ϗ̀.

## Kodowanie
W Unicode spójnik jest zakodowany:
| Znak | Unicode | Kod HTML            | Nazwa unikodowa          | Nazwa polska             |
| ---- | ------- | ------------------- | ------------------------ | ------------------------ |
| Ϗ    | U+03CF  | &#x03CF; lub &#975; | GREEK CAPITAL KAI SYMBOL | wielki symbol grecki kaj |
| ϗ    | U+03D7  | &#x03D7; lub &#983; | GREEK KAI SYMBOL         | mały symbol grecki kaj   |